# Triple Crown (rugby a 15)

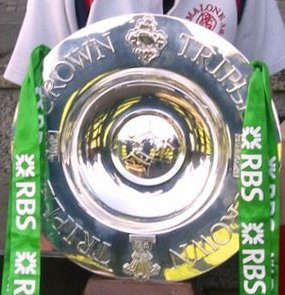
Immagine del Triple Crown

Nel rugby a 15 la Triple Crown ("Triplice corona") è un riconoscimento originariamente simbolico, messo annualmente in palio tra le quattro nazionali delle isole britanniche di Galles, Inghilterra, Irlanda e Scozia nel corso dei tornei del Sei Nazioni maschile e femminile.
Esso viene conferito alla squadra che, nel corso di una singola edizione del torneo, batta le altre tre. Ai tempi del vecchio Home Championship il Triple Crown coincideva con il Grande Slam (la vittoria in tutti gli incontri di un'edizione del torneo).
Oggi, con la presenza nella competizione anche di Francia e Italia, i due riconoscimenti sono distinti.
La Nazionale che ha realizzato il più recente Triple Crown è quella dell'Irlanda nel Sei Nazioni 2025.

## Origine del termine
L'origine della denominazione Triple Crown è incerta. Il quotidiano dublinese Irish Times, il 12 marzo 1894, così scrisse, a seguito del vittorioso incontro Irlanda - Galles 3-0:
«Dopo anni di quella che pareva una lotta senza speranza, l'Irlanda è riuscita nell'impresa di guadagnarsi la triplice corona del rugby. Per la prima volta negli annali del torneo, gli irlandesi hanno dimostrato al di là di ogni dubbio il loro diritto a proclamarsi meritatamente e innegabilmente campioni tra le Nazioni … Hurrà per Hibernia!».
Il nome potrebbe derivare dalla triplice corona di Giacomo I Stuart, primo sovrano a unificare tutte le Corone del Regno Unito nel 1603, quelle d'Inghilterra, Scozia e Irlanda. Nell'omonima tragedia di Shakespeare, Macbeth, parlando del trono di re Giacomo, si riferisce a esso come «triplo scettro» (4° atto, 1ª scena).

## Trofeo
Nel 1975 Dave Merrington, un minatore in pensione di Durham (nord dell'Inghilterra), ebbe l'idea di modellare con il suo temperino un pezzo di carbone estratto dalla miniera di Haig in Cumbria per trarne un trofeo da offrire alla squadra che si aggiudicasse il Triple Crown.
Esso rappresenta una corona che poggia su un piedistallo quadrangolare, su ciascuna delle cui facce è rappresentato il simbolo distintivo di ognuna delle federazioni rugbistiche delle Home nations: una rosa per l'Inghilterra, un trifoglio per l'Irlanda, un cardo per la Scozia e le piume dell'emblema del Principe del Galles.
Nonostante una campagna mediatica per farlo adottare come riconoscimento, le quattro federazioni britanniche rifiutarono di usarlo, e attualmente il manufatto è esposto al museo del rugby di Twickenham.
Di conseguenza, non essendo previsto alcun riconoscimento tangibile, il Triple Crown si guadagnò il soprannome di Trofeo invisibile.
Tuttavia, nel 2006, la Royal Bank of Scotland, principale sponsor del Sei Nazioni, commissionò un trofeo apposito, che per la prima volta fu assegnato nell'edizione di quell'anno: il riconoscimento consiste in un piatto d'argento e la Nazionale ad aggiudicarselo per prima fu l'Irlanda, che lo mantenne anche per l'edizione successiva.

## Dettaglio dei Triple Crown vinti per Nazionale
|    | Nazionale   | Edizioni |
| -- | ----------- | --- |
| 26 | Inghilterra | 1883 · 1884 · 1892 · 1913 · 1914 · 1921 1923 · 1924 · 1928 · 1934 · 1937 · 1954 1957 · 1960 · 1980 · 1991 · 1992 · 1995 1996 · 1997 · 1998 · 2002 · 2003 · 2014 2016 · 2020 |
| 22 | Galles      | 1893 · 1900 · 1902 · 1905 · 1908 · 1909 1911 · 1950 · 1952 · 1965 · 1969 · 1971 1976 · 1977 · 1978 · 1979 · 1988 · 2005 2008 · 2012 · 2019 · 2021                           |
| 13 | Irlanda     | 1894 · 1899 · 1948 · 1949 · 1982 · 1985 2004 · 2006 · 2007 · 2009 · 2018 · 2022 · 2023 • 2025                                                                               |
| 10 | Scozia      | 1891 · 1895 · 1901 · 1903 · 1907 · 1925 1933 · 1938 · 1984 · 1990 |